# MDMA

Strukturformel för 3,4-metylendioxymetamfetamin.

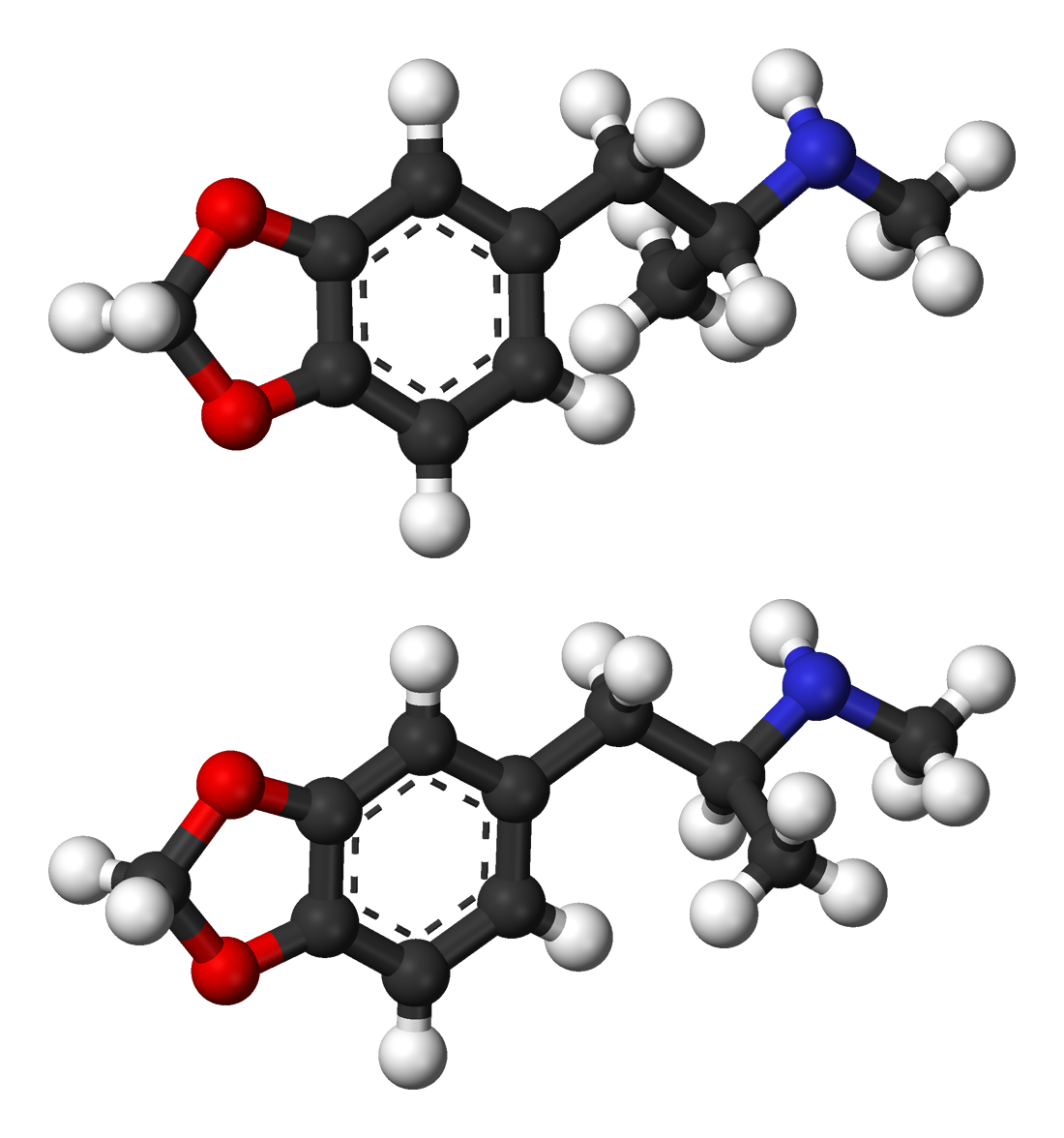
MDMA, tredimensionell strukturformel

MDMA (systematiskt namn 3,4-metylendioximetamfetamin alternativt (1-(3,4-metylendioxifenyl)-2-metyletylamin)), på gatan oftast kallat ecstasy, XTC, Molly eller E (med flera), är ett centralstimulerande narkotikapreparat. Drogen är ett centralstimulerande amfetaminpreparat, och räknas som empatogen vilket innebär att det påverkar sinnestillståndet snarare än varseblivningen. 
Även om substansen MDMA är synonym med ecstasy säljs det tabletter under detta namn som även innehåller andra hallucinogena amfetaminpreparat och andra substanser såsom amfetamin och koffein. I vissa fall saknar de även helt MDMA.
Europeiska centrumet för kontroll av narkotika och narkotikamissbruk noterar att även om det finns vissa rapporter i Europa om tabletter som säljs för så lite som en euro, så redovisar de flesta länder nu priser i slutledet som vanligen ligger i intervallet 3–9 euro per tablett.

## Historik
Substansen MDMA togs fram inom läkemedelsindustrin, och fick en marknad bland 70-talets drogliberala amerikanska terapeuter där en krets behandlare gav det till sina patienter. Under 1980-talet fick ämnet en spridning som rekreationsdrog, med början i USA. 
Patentansökan för MDMA (metylsafrylamin) skickades in 24 december 1912 av det tyska läkemedelsföretaget Merck KGAA, efter att först ha syntetiserats av den tyske kemisten Anton Köllisch i Darmstadt tidigare samma år. Patentet beviljades 1914.
Ibland hävdas att Merck tänkt använda MDMA som bantningspiller, vilket dock inte är korrekt. I det läge då substansen patenterades, var den ett mellansteg i en syntesväg av blodkoaguleringsmedel. Under kalla kriget experimenterade CIA med MDMA, då i egenskap av psykologisk vapenföring. Under 1950-talet använde CIA MDMA i projektet MK-Ultra i syfte att deltagarna skulle få bättre "mind-control", testerna utfördes dock inte på människor. Även amerikanska armén forskade på drogen under kalla kriget.
Alexander Shulgin på läkemedelsföretaget Dow Chemicals sysselsatte sig med att forska fram nya kemikalier med intressanta effekter på psyket. Sedan han lämnade företaget koncentrerade han sig på MDMA, den av de substanser han tagit fram och beskrivit som han menade hade störst chans att bli det perfekta psykiatriska läkemedlet.
Shulgin framställde MDMA för första gången 1965, och 1967 prövade han medlet på sig själv och introducerade det till andra.
Leo Zeff, en psykolog som var på väg att pensionera sig prövade MDMA 1977 och beslutade sig därefter att inte pensionera sig. Istället började han använda det i sin egen praktik och introducera andra terapeuter för substansen. Vid Zeffs bortgång hade antalet terapeuter som använde sig av MDMA vuxit till 4000.
MDMA spred sig även utanför terapikretsar, men var fortfarande inte särskilt vanlig som rekreationsdrog. Prästen Michaell Clegg kom över MDMA och gav substansen smeknamnet ecstasy, vilket idag är det vanligaste namnet i folkmun. Ecstasy blev hans andra kall i livet, och han såg sig själv som en ecstasy-missionär. Han såg det som sin uppgift att introducera medlet till den breda allmänheten och gav bort (för att sedan sälja) ecstasy till alla som ville ha. Som mest, innan det blev olagligt, sålde han en halv miljon ecstasytabletter i månaden i och kring Dallas. 
Den explosionsartade ökningen av Ecstasyanvändandet fick de amerikanska myndigheterna att reagera. I början av 1980-talet lanserades kampanjen "war on drugs", varpå MDMA narkotikaklassades 1985. Den 23 mars 1988 klassificerades MDMA permanent som Schedule 1, vilket innebar att den ansågs vara bland de farligaste drogerna och helt saknade medicinskt och terapeutiskt värde.
Först den 23 september 2003 fick utvalda forskare lov att återuppta forskningen kring MDMA och dess eventuella roll inom psykoterapi. Den 6 april 2006 inleddes en studie.

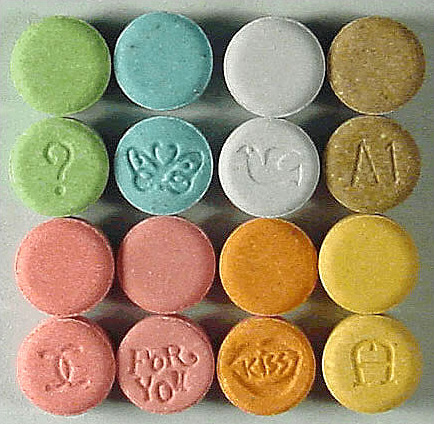
Ecstasy förekommer vanligtvis i tablettform.

## Effekter och användningsområden

### Psykoterapi
MDMA förhöjer temporärt individens empati/medkänsla under rustiden. Detta tog man vara på inom psykoterapin när Ecstasy blev populärt. I takt med att Ecstasy blev olagligt omöjliggjordes forskningen.  Multidisciplinary Association for Psychedelic Studies (MAPS) i USA har fått tillåtelse att utföra en studie där man behandlar människor som drabbats av posttraumatiskt stressyndrom (PTSD), med MDMA. År 2020 var studierna gällande MDMA som del av behandlingen i Fas 3. Amerikanska Läkemedelsverket (FDA) väntas godkänna behandlingen 2023. För godkännande i Europa har Europeiska läkemedelsmyndigheten (EMA) krävt att studier även ska genomföras i Europa. År 2022 pågick studier i Nederländerna, Norge, Spanien, Storbritannien, Tjeckien och Tyskland.
Studierna som genomförs bygger på 15 terapitillfällen där MDMA används vid två eller tre av sessionerna. Sessionerna pågår då från morgon till kväll.

### Psykologiska effekter
Hjärnan utsöndrar enorma mängder serotonin under ruset. Detta är den bakomliggande orsaken till den ökade empatiförmågan. Subjektiva upplevelser i samband med detta är ofta en extremt ökad tillit och känsla av närhet till människor i omgivningen och förmågan att förlåta andra förstärks avsevärt. En av de vanligaste rapporterade subjektiva upplevelserna är en starkt ökad öppenhet vilket ofta leder till att personer under ruset kan berätta om sina djupaste problem och svåra upplevelser för varandra. Detta har ofta ett stort terapeutiskt värde. Neurotiskt baserade rädslor kan också upplösas. Ruset håller i sig cirka 3–5 timmar.

### Fysiska effekter
Kroppens inbyggda förmåga att reglera kroppstemperaturen kan störas vid större doser. Eftersom doser som köps på den svarta marknaden kan variera avsevärt i styrka är det därför viktigt för den som använder drogen att få i sig tillräckligt med vätska för att förhindra ett eventuellt överhettningstillstånd. Att kombinera MDMA med alkohol kan avsevärt öka risken för användaren om ett sådant uppstår. MDMA kan även påverka metabolismen. Blodtryck och puls ökar även normalt under ruset. Andra märkbara bieffekter kan vara ofrivillig tandgnissling, svettningar eller skakningar.

### Avtändning
Det är vanligt att uppleva några dagar upp till en veckas depression och trötthet efter en MDMA-session.[källa behövs] Detta tycks öka i relation till hur ofta MDMA används.[källa behövs]

## Neurotoxicitet
Intag av MDMA leder till primärt uttömning av serotoninförrådet i de serotonerga neuronerna, men även  en utsöndring av dopamin och noradrenalin.  För att transportera och destruera serotoninet i hjärnan existerar det så kallade serotonintransportproteinet som för tillbaka serotoninet från synapsen till nervcellen där serotoninet bryts ner av enzymet MAO (monoaminoxidas). När halten serotonin är så låg som den är i slutet av ett MDMA rus kommer det att finnas "tomma" serotonintransportproteiner. Eftersom hastigheten för metaboliseringen av dopamin och serotonin skiljer sig avsevärt åt då serotonin bryts ner mycket snabbare kommer detta att leda till att halten dopamin i hjärnan kommer att vara mycket högre än halten serotonin i slutet av  MDMA-ruset.  Det kvarstående dopaminet kommer då att transporteras in i den serotonerga nervcellen genom transportproteinerna. Dopamin i sig är toxiskt för serotonerga neuroner; men också så är nedbrytningen av dopamin via serotoninneuronernas MAO-enzym toxiskt då väteperoxid bildas, som är ett starkt oxideringsmedel och kan potentiellt skada vitala delar av hjärnan.

## Religion
MDMA används utanför ramverket av enskilda medlemmar i olika religiösa traditioner som ett andligt verktyg, oftast i kombination med meditation. Den USA-baserade, icke-kommersiella organisationen MAPS (Multidisciplinary Association for Psychedelic Studies) har i ett nyhetsbrev publicerat en längre artikel om lärare och elever i olika religioner där de redogjort för sina erfarenheter av MDMA och hur det påverkat dem i deras andliga utveckling.

## Ravekulturen
Ecstasy/MDMA är nära förknippat med ravekulturen som dök upp i USA och Europa under 1980-talet, ungefär samtidigt som drogen blev populär på gatan. Den blev snabbt populär på ravefester där den används i samband med dans till elektronisk musik i syfte att "förbättra sensorisk uppfattning och skapa känslor av eufori". Flera dödsfall relaterade till drogen har inträffat på högprofilerade elektroniska dansmusikfestivaler sedan mitten av 2000-talet så som på Electric Daisy Carnival och Electric Zoo. Ett flertal av dödsfallen har kunnat härledas till biverkningar från MDMA, nämligen överhettning.

## Toxicitet
MDMA kan vara skadligt för levern.

## Beroendepotential
Ecstasy är inte fysiskt beroendeframkallande. Dock erfar många en stark längtan efter att återuppleva ruset.

## Juridiska aspekter
MDMA är narkotikaklassad och ingår i förteckning P I i 1971 års psykotropkonvention, samt i förteckning I i Sverige, vilket innebär "narkotika som normalt inte har medicinsk användning".
Narkotikaklassningen i Sverige har varit i bruk sedan 1987 och substansen är olaglig att hantera. Detsamma gäller i de flesta länder. Begränsad användning av forskare i studier kring MDMA och psykoterapi är dock tillåten i vissa länder förutsatt att de fått tillåtelse av ansvariga myndigheter.